# Shenmue: The Movie
Shenmue: The Movie est un film de 90 minutes réalisé à partir de scènes clés du jeu vidéo Shenmue, épisode qui reste disponible uniquement sur Dreamcast. 
Ce film sert d'introduction à l'univers Shenmue avant de se lancer dans Shenmue II. Il permet de comprendre le début de l'histoire ainsi que l'univers de la série, pour ceux qui n'ont pas joué a Shenmue.

## Trame
Novembre 1986… Ryo Hazuki vient de quitter sa chère Nozomi. Rentrant chez lui, comme chaque soir, il assiste alors à un terrible spectacle : son père, Iwao Hazuki, affronte en duel un homme vêtu de vert surnommé Lan-Di.
Les deux hommes se battent, jusqu'à ce que la mort de Iwao s'ensuive. Celui-ci est jeté à terre par un coup mortel. Il vit sans doute ses derniers instants, c'est pourquoi il se confie à son fils avant son dernier souffle...
Ryo jure alors de se venger de ce personnage dont il ne connaît rien. Et c'est là que l'aventure commence.

## Présentation
C'est le 20 janvier 2001 dans le quartier d'affaires Ginza que Shenmue The Movie est présenté par Yu Suzuki, patron du departement Sega-AM 2. Le film reprend les principales cinématiques du jeu. Mais la qualité du son et de l'image sont adaptés pour le cinéma, avec des images pré-calculées. Il sort dans les salles au Japon en 2001. Le 21 février 2003 Microsoft confirme que le film sera intégré a la version Xbox de Shenmue 2.

## Versions

### Version originale
Il n'existe qu'une seule version du film avec les voix des acteurs en anglais, bien que disponible avec des sous-titres en japonais. Yu Suzuki a expliqué que le jeu a été un grand succès aux États-Unis. Son but était de rendre hommage aux américains. À sa sortie en DVD au Japon le film est vendu 4700 yens.

### Version XBOX
Le DVD de Shenmue the movie était disponible avec la version Xbox de Shenmue II et contenait en dehors du film, la bande annonce cinéma et la bande annonce DVD. Le film n'a pas été traduit en Français et ne dispose pas de sous-titre dans sa version DVD. Mais il a été diffusé en version sous-titrée sur Fun TV en juin 2002.